# 碧海郡
- 令制国一覧 > 東海道 > 三河国 > 碧海郡
- 日本 > 中部地方 > 愛知県 > 碧海郡

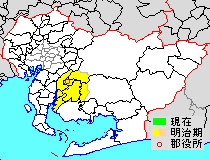
愛知県碧海郡の位置（薄黄：後に他郡に編入された区域）

碧海郡（へきかいぐん）は、愛知県（三河国）にあった郡。

## 郡域
1878年（明治11年）に行政区画として発足した当時の郡域は、下記の区域にあたる。
- 岡崎市の一部（矢作川以西および赤渋町、法性寺町、上和田町、宮地町、井内町、野畑町、下和田町、坂左右町、国正町、定国町より南西）
- 碧南市・刈谷市・安城市・知立市・高浜市の全域
- 豊田市の一部（上郷地区・高岡地区）
- 西尾市の一部（米津町・南中根町・志貴野町）

碧南市・刈谷市・安城市・知立市・高浜市の5市は碧海5市と呼ばれる。面積は307.04平方キロメートル、人口は531,169人（2021年12月現在）。三河国の中では最多の人口を有する。

## 歴史
大宝年間以前は、「青見」（あおみ）と表記された。『新撰姓氏録』には、「持統天皇の御代、参河国青海郡」と書かれている。古代木簡によれば、「青見」は青見評（あおみのこおり）にあった青見里（あおみのさと）とされているが、命名の由来は不明である。青見里は、現在の安城市付近にあった里の名前である。後に、「青見」（あおみ）から「碧海」（あおみ）へと表記が変遷した。
『和名抄』によれば、碧海郡は智立（知立市）・采女（不明）・刑部（安城市・刈谷市）・依網（不明）・鷲取（岡崎市）・谷部（岡崎市）・ 大市（不明）・碧海（岡崎市）・樻禮（不明）・呰見（西尾市）・河内（岡崎市）・櫻井（安城市）・大岡（安城市）・薢野（不明）・驛家（岡崎市）の15の郷を有した。古代木簡には、「知利布」または「知立」（ちりゅう・知立市）、東海道の駅家だった「鳥取」（ととり・安城市）、「鷲取郷」（安城市）、「櫻井」（さくらい・安城市）、「采女」「長谷部」（岡崎市）などの郷の名が書かれている。927年成立の延喜式では、三河三駅の1つとして、鳥捕駅（岡崎市）が見える。
また、律令制当時は矢作川は現在の川筋（江戸時代初頭に開削）ではなく、矢作古川が本流であったため、西尾と安城は陸続きであったと思われる。よって、西尾市域のうち、南中根・米津だけでなく、志貴野辺りも旧碧海郡と推定されている。碧海郡と幡豆郡の境は、八ツ面山と推定されている。
近世以降、碧海郡は「へきかいぐん」と呼ばれた。江戸時代末期の天保年間の石高は9万石で、当時の三河国内の8郡で最大の石高を誇った。明治以降は明治用水の開発に伴う10万石以上の収量増がなされた。明治に入ると、郡役所は知立町（現・知立市）に設置されたが、1914年に安城町（現・安城市）へ移転した。

### 近世以降の沿革
- 『旧高旧領取調帳』に記載されている明治初年時点での支配は以下の通り。●は村内に寺社領が、○は寺社除地[6]が存在。（177村）

| 知行         | 知行                       | 村数 | 村名 |
| ------------ | -------------------------- | ---- | --- |
| 幕府領       | 中泉代官所                 | 4村  | 石井新田、中根村（現・豊田市）、前浜新田、葭生場村 |
| 幕府領       | 旗本領                     | 17村 | ●下中島村、高畑村、館出村、河野村、根崎村、米津村、●東端村、堀内村、吉原村、●西本郷村、東本郷村、富永村、暮戸村、小針村、柿崎村、古井村、安城村 |
| 藩領         | 三河岡崎藩                 | 88村 | 合歓木村、上福桶村、下福桶村、安藤村、古新田村、木戸村、新々田村、藤井村、上三ツ木村、国正村、姫小川村、下佐々木村、坂戸村、村高村、中村、下三ツ木村、二軒屋村、正名村、高橋新田村、法性寺村、上土井村、下土井村、牧御堂村、井内村、野畑村、下和田村、坂左右村、下村新郷、上村、宗定村、槌木新郷、馬場新郷、上中島村、阿弥陀堂村、川端村、中切村、粟寺新郷、上村新郷、馬場村、国江新郷、大林村、配津村、山崎村、西別所村、東別所村、別郷村、牧内新田村、高木村、西野新田、西大友村、東大友村、福受新郷、中園村、舳越村、北野村、東牧内村、西牧内村、宇頭村、池端村、西矢作村、小望村、八村、宇頭茶屋村、島村、尾崎村、●在家村、寺領村、●上佐々木村、●宮地村、●下青野村、●中ノ郷村、●赤渋村、●上青野村、●上和田村、●渡刈村、●国江村、●下村、●粟寺村、●永覚新郷、●桑子村、●森越村、●橋目村、広畔新郷、定国村、上渡村、●東矢作村、●筒針村、●下渡村 |
| 藩領         | 陸奥福島藩                 | 19村 | 八ツ田村、半城土村、西中村、篠目村、谷田村、野田村、上重原村、下重原村、里村、大浜茶屋村、牛田村、今村、来迎寺村、駒場村、榎前村、箕輪村、高須村、犬ヶ坪村、○小垣江村 |
| 藩領         | 三河刈谷藩                 | 16村 | 高浜村、吉浜村、築地村、一ツ木村、泉田村、今岡村、小山村、中田村、八ツ橋村、今川村、●知立村、刈谷村、元刈谷村、熊村、●高津波村、新百姓村 |
| 藩領         | 駿河沼津藩                 | 10村 | 赤松村、花園村、伏見屋新田、平七村、中根村（現・西尾市）、●大浜村、伏見屋外新田、●棚尾村、新堀村、●鷲塚村 |
| 藩領         | 三河西端藩                 | 2村  | 城ヶ入村、西端村 |
| 藩領         | 三河西大平藩               | 1村  | 乙尾村 |
| 藩領         | 武蔵川越藩                 | 1村  | ●野寺村 |
| 藩領         | 岡崎藩・沼津藩             | 1村  | 西田新郷 |
| 藩領         | 岡崎藩・西端藩             | 1村  | 竹村 |
| 藩領         | 岡崎藩・川越藩・三河西尾藩 | 1村  | 小川村 |
| 藩領         | 福島藩・刈谷藩             | 2村  | ●高棚村、●堤村 |
| 藩領         | 刈谷藩・西端藩             | 1村  | 東境村 |
| 藩領         | 刈谷藩・西大平藩           | 1村  | 井ヶ谷村 |
| 幕府領・藩領 | 中泉代官所・岡崎藩・沼津藩 | 2村  | ●東鴛鴨村、●西鴛鴨村 |
| 幕府領・藩領 | 旗本領・岡崎藩             | 1村  | 川島村 |
| 幕府領・藩領 | 旗本領・岡崎藩・沼津藩     | 1村  | ●上条村 |
| 幕府領・藩領 | 旗本領・福島藩             | 2村  | 福釜村、和泉村 |
| 幕府領・藩領 | 旗本領・刈谷藩             | 1村  | 高取村 |
| 幕府領・藩領 | 旗本領・沼津藩             | 2村  | 西境村、若林村 |
| 幕府領・藩領 | 旗本領・西端藩             | 1村  | ●桜井村 |
| その他       | 寺社領                     | 2村  | 隣松寺村、大岡村 |

- 慶応4年
  - 4月29日（1868年5月21日） - 幕府領・旗本領が三河裁判所の管轄となる。
  - 6月9日（1868年7月28日） - 三河裁判所の管轄区域が三河県の管轄となる。
  - 7月 - 戊辰戦争の処分により磐城平藩領が三河県の管轄となる。
  - 9月12日（1868年10月27日） - 沼津藩が転封して上総菊間藩となる。
  - 9月 - 川越藩領および三河県の管轄区域のうち旧幕府領の一部（前浜新田・東鴛鴨村・西鴛鴨村）・旧旗本領の大部分（暮戸村を除く）・西端藩領の一部（城ヶ入村の一部）が駿河府中藩領となる。
  - 12月18日（1869年1月30日） - 戊辰戦争の処分により福島藩が藩庁を移転して三河重原藩となる。
- 明治2年
  - 1月 - 府中藩領の一部（小針村・柿崎村・東鴛鴨村・西鴛鴨村・西境村・若林村）が重原藩領となる。
  - 6月24日（1869年8月1日） - 三河県の管轄区域が伊那県の管轄となる。
  - 8月7日（1869年9月12日） - 任知藩事により府中藩が改称して静岡藩となる。
- 明治3年（1870年） - 旧旗本領の一部が刈谷藩領となる（管轄は上表参照）。
- 明治4年
  - 7月14日（1871年8月29日） - 廃藩置県により、藩領が岡崎県、重原県、刈谷県、菊間県、西端県、西大平県、静岡県の管轄となる。
  - 11月15日（1871年12月26日） - 第1次府県統合により全域が額田県の管轄となる。
- 明治初年 - 中根村（現・西尾市）が改称して南中根村となる。
- 明治5年（174村）
  - 11月27日（1872年12月27日） - 愛知県の管轄となる。
  - 宗定村が分割して上宗定村・下宗定村となる。
  - 下村新郷・馬場新郷・粟寺新郷・上村新郷・国江新郷が合併して和会村となる。
- 明治8年（1875年） - 東鴛鴨村・西鴛鴨村が合併して鴛鴨村となる。（173村）
- 明治9年（1876年） - 上村・槌木新郷・下村が合併して上野村となる。（171村）
- 明治11年（1878年）12月20日 - 郡区町村編制法の愛知県での施行により、行政区画としての碧海郡が発足。郡役所が知立村に設置。同年、以下の各村の統合等が行われる。（156村）

- 福桶村 ← 上福桶村、下福桶村
- 土井村 ← 上土井村、下土井村
- 枡塚村 ← 馬場村、粟寺村
- 大友村 ← 東大友村、西大友村

- 矢作村 ← 西矢作村、東矢作村
- 渡村 ← 上渡村、下渡村
- 逢見村 ← 泉田村、今岡村、今川村
- 宗定村 ← 上宗定村、下宗定村

- 石井新田が城ヶ入村に、葭生場村が前浜新田に、二軒屋村が正名村に、西野新田が北野村に、八村が新堀村に、犬ヶ坪村が小垣江村に、新百姓村が八ツ橋村にそれぞれ合併。
- 桜井村の一部が分立して東町村となる。
- 中根村（現・豊田市）が北中根村に、高橋新田が高橋村にそれぞれ改称。

- 明治16年（1883年）（158村）
  - 大浜村の一部が分立して北大浜村となる。
  - 棚尾村の一部が分立して北棚尾村となる。
- 明治17年（1884年）（158村）
  - 大友村が分割して西大友村・東大友村となる。
  - 東本郷村の一部が分立して北本郷村となる。
  - 山崎村の一部が分立して北山崎村となる。
  - 古新田村・新々田村が合併して幡豆郡志貴野村となる。
  - 牧内新田村が別郷村に合併。

### 町村制以降の沿革
- 明治22年（1889年）10月1日 - 町村制の施行により、以下の町村が発足。（3町56村）

- 知立町（知立村が単独町制。現・知立市）
- 刈谷町（刈谷村が単独町制。現・刈谷市）
- 大浜町（大浜村が単独町制。現・碧南市）
- 上重原村（単独村制。現・知立市）
- 下重原村 ← 下重原村、半城土村、高須村（現・刈谷市）
- 元刈谷村、小垣江村（それぞれ単独村制。現・刈谷市）
- 吉浜村、高浜村（それぞれ単独村制。現・高浜市）
- 北大浜村 ← 北棚尾村、北大浜村（現・碧南市）
- 志貴崎村 ← 前浜新田、伏見屋外新田、伏見屋新田、平七村（現・碧南市）
- 棚尾村、鷲塚村（それぞれ単独村制。現・碧南市）
- 根崎村、東端村（それぞれ単独村制。現・安城市）
- 西端村（単独村制。現・碧南市）
- 高取村（単独村制。現・高浜市）
- 高棚村 ← 高棚村、榎前村（現・安城市）
- 和泉村、城ヶ入村（それぞれ単独村制。現・安城市）
- 米津村 ← 南中根村、米津村（現・西尾市）
- 三ツ川村 ← 藤井村、野寺村、寺領村、木戸村（現・安城市）
- 小川村（単独村制。現・安城市）
- 桜井村 ← 姫小川村、東町村、桜井村、堀内村（現・安城市）
- 古井村、赤松村、福釜村、箕輪村（それぞれ単独村制。現・安城市）
- 野田村（単独村制。現・刈谷市、安城市）
- 長崎村 ← 西中村、谷田村、八ツ田村（現・知立市）、篠目村（現・安城市）
- 安城村（単独村制。現・安城市）
- 平貴村 ← 上条村、山崎村、高木村、大岡村、北山崎村、西別所村、東別所村、別郷村（現・安城市）
- 中郷村 ← 富永村、桑子村、新堀村、小望村、館出村、坂戸村、島村、池端村、西牧内村（現・岡崎市）
- 藤野村 ← 東牧内村、上佐々木村、下佐々木村、河野村（現・岡崎市）、川島村、村高村（現・安城市）
- 阿乎美村 ← 高橋村、上青野村、在家村、下青野村、福桶村、合歓木村（現・岡崎市）
- 中島村 ← 安藤村、高畑村、下中島村（現・岡崎市）
- 占部村 ← 正名村、定国村、下三ツ木村、上三ツ木村、中村、国正村、坂左右村、下和田村、野畑村（現・岡崎市）
- 糟海村 ← 井内村、宮地村、上和田村、法性寺村、牧御堂村、土井村、中ノ郷村、赤渋村（現・岡崎市）
- 本郷村 ← 渡村、筒針村、東本郷村、西本郷村、暮戸村、北本郷村（現・岡崎市）
- 矢作村（単独村制。現・岡崎市）
- 長瀬村 ← 中園村、舳越村、森越村、北野村、橋目村、東大友村、西大友村（現・岡崎市）
- 志貴村 ← 小針村、宇頭村（現・岡崎市）、柿崎村、尾崎村、宇頭茶屋村（現・安城市）
- 里村 ← 大浜茶屋村、里村（現・安城市）
- 今村（単独村制。現・安城市）
- 牛橋村 ← 来迎寺村、牛田村、八ツ橋村（現・知立市）
- 若園村 ← 若林村、花園村、北中根村、吉原村（現・豊田市）
- 和会村 ← 和会村、広畔新郷、福受新郷（現・豊田市）
- 上野村、枡塚村（それぞれ単独村制。現・豊田市）
- 畝部村 ← 中切村、宗定村、川端村、上中島村、阿弥陀堂村、国江村、配津村（現・豊田市）
- 寿恵野村 ← 渡刈村、鴛鴨村、隣松寺村、永覚新郷（現・豊田市）
- 竹村 ← 西田新郷、大林村、竹村（現・豊田市）
- 堤村 ← 乙尾村、堤村（現・豊田市）
- 駒場村 ← 駒場村、中田村（現・豊田市）
- 境村 ← 東境村、井ヶ谷村、西境村（現・刈谷市）
- 逢見村（単独村制。現・刈谷市）
- 一ツ木村 ← 一ツ木村、築地村（現・刈谷市）
- 小山村（単独村制。現・刈谷市）
- 逢妻村 ← 高津波村、熊村（現・刈谷市）

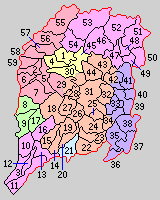
1.知立町 2.刈谷町 3.大浜町 4.上重原村 5.下重原村 6.元刈谷村 7.小垣江村 8.吉浜村 9.高浜村 10.北大浜村 11.志貴崎村 12.棚尾村 13.鷲塚村 14.根崎村 15.東端村 16.西端村 17.高取村 18.高棚村 19.和泉村 20.城ヶ入村 21.米津村 22.三ツ川村 23.小川村 24.桜井村 25.古井村 26.赤松村 27.福釜村 28.箕輪村 29.野田村 30.長崎村 31.安城村 32.平貴村 33.中郷村 34.藤野村 35.阿乎美村 36.中島村 37.占部村 38.糟海村 39.本郷村 40.矢作村 41.長瀬村 42.志貴村 43.里村 44.今村 45.牛橋村 46.若園村 47.和会村 48.上野村 49.枡塚村 50.畝部村 51.寿恵野村 52.竹村 53.堤村 54.駒場村 55.境村 56.逢見村 57.一ツ木村 58.小山村 59.逢妻村（紫：岡崎市 下桃：碧南市 赤：刈谷市 上桃：豊田市 橙：安城市 水色：西尾市 黄：知立市 緑：高浜市）

- 明治23年（1890年）10月20日 - 高棚村が分割して榎前村・高棚村がそれぞれ発足。（3町57村）
- 明治24年（1891年）
  - 4月1日 - 郡制を施行。
  - 9月8日（3町59村）
    - 志貴崎村の一部（伏見屋新田）が分立して伏見屋村が発足。
    - 藤野村の一部（東牧内・上佐々木・下佐々木・河野）が分立して志賀須香村が発足。

  - 9月14日 - 境村の一部（東境）が分立して東境村が発足。（3町60村）
  - 11月10日 - 阿乎美村が分割し、一部（合歓木・福桶・高橋）に合歓木村、残部（上青野・下青野・在家）に青野村がそれぞれ発足。（3町61村）
  - 11月28日 - 下重原村が分割し、一部（半城土・高須）に半高村、残部（下重原）に重原村がそれぞれ発足。（3町62村）
- 明治25年（1892年）8月3日 - 北大浜村が町制施行・改称して新川町となる。（4町61村）
- 明治26年（1893年）2月19日 - 矢作村が町制施行して矢作町となる。（5町60村）
- 明治29年（1896年）6月22日 - 糟海村の一部（中之郷・土井）が分立して中井村が発足。（5町61村）
- 明治33年（1900年）7月9日 - 高浜村が町制施行して高浜町となる。（6町60村）
- 明治34年（1901年）4月4日 - 本郷村の一部（渡・筒針）が分立して渡村が発足。（6町61村）
- 明治39年（1906年）
  - 5月1日 - 以下の町村の統合が行われる。いずれも新設合併。（7町9村）
    - 高浜町 ← 高浜町、吉浜村、高取村
    - 知立町 ← 知立町、牛橋村、上重原村、長崎村［西中・谷田・八ツ田］
    - 安城町 ← 長崎村［篠目］、里村、箕輪村、福釜村、赤松村、今村、安城村、平貴村、古井村
    - 桜井村 ← 藤野村、桜井村、小川村、三ツ川村
    - 明治村 ← 米津村、西端村、東端村、根崎村、城ヶ入村、和泉村、榎前村
    - 依佐美村 ← 高棚村、小垣江村、野田村、半高村、長崎村［井杭山］
    - 刈谷町 ← 刈谷町、重原村、小山村、逢妻村、元刈谷村
    - 富士松村 ← 境村、東境村、一ツ木村、逢見村
    - 上郷村 ← 畝部村、寿恵野村、枡塚村、上野村、和会村
    - 高岡村 ← 駒場村、若園村、堤村、竹村
    - 六ツ美村 ← 占部村、糟海村、中井村、中島村、合歓木村、青野村
    - 矢作町 ← 中郷村、矢作町、本郷村、長瀬村、志貴村、志賀須香村
    - 旭村←志貴崎村、伏見屋村、鷲塚村
- 大正12年（1923年）4月1日 - 郡会が廃止。郡役所は存続。
- 大正13年（1924年）1月1日 - 棚尾村が町制施行して棚尾町となる。（8町8村）
- 大正15年（1926年）7月1日 - 郡役所が廃止。以降は地域区分名称となる。
- 昭和23年（1948年）4月5日 - 大浜町・新川町・棚尾町・旭村が合併して碧南市が発足し、郡より離脱。（5町7村）
- 昭和25年（1950年）4月1日 - 刈谷町が市制施行して刈谷市となり、郡より離脱。（4町7村）
- 昭和27年（1952年）5月5日 - 安城町が市制施行して安城市となり、郡より離脱。（3町7村）
- 昭和30年（1955年）4月1日（2町4村）
  - 富士松村および依佐美村の一部（野田・半城土・高須・小垣江）が刈谷市に編入。
  - 依佐美村の残部（井杭山・二本木・高棚）が安城市に編入。
  - 明治村の一部（西端）が碧南市に、一部（東端・根崎・榎前・城ヶ入・石井）が安城市に、残部（米津・南中根）が西尾市にそれぞれ編入。
  - 矢作町が岡崎市に編入。
- 昭和31年（1956年）
  - 5月1日 - 高岡村が町制施行して高岡町となる。（3町3村）
  - 6月5日 - 桜井村が町制施行して桜井町となる。（4町2村）
- 昭和33年（1958年）10月15日 - 六ツ美村が町制施行して六ツ美町となる。（5町1村）
- 昭和36年（1961年）4月1日 - 上郷村が町制施行して上郷町となる。（6町）
- 昭和37年（1962年）10月15日 - 六ツ美町が岡崎市に編入。（5町）
- 昭和39年（1964年）3月1日 - 上郷町が豊田市に編入。（4町）
- 昭和40年（1965年）9月1日 - 高岡町が豊田市に編入。（3町）
- 昭和42年（1967年）4月1日 - 桜井町が安城市に編入。（2町）
- 昭和45年（1970年）12月1日 - 下記の変更により碧海郡消滅。
  - 知立町が市制施行して知立市となる。
  - 高浜町が市制施行して高浜市となる。

### 郡消滅後
1948年に碧南市が誕生して以降、郡内では市制施行や市町村合併により自治体数が減り、1970年12月1日に知立町・高浜町が市制を施行しそれぞれ知立市および高浜市になったのに伴い、碧海郡は消滅した。
碧海郡が消滅した後は、安城・刈谷・高浜・知立・碧南各市が「碧海5市」と呼ばれるようになった。碧海5市間では、市民の図書館相互利用サービスが行われ、5市にそれぞれ存在した消防本部を統合して消防業務（後述）を行っているように一部分野で広域行政が進められている。
「碧海」の名前は、碧海信用金庫に信用金庫名として残っている。また、旧碧海電気鉄道線だった名古屋鉄道・西尾線の碧海古井駅が「碧海」の冠称を付けている（以前は碧海桜井駅、碧海堀内駅も存在したが、2008年6月29日にそれぞれ桜井駅、堀内公園駅に改称した）。さらに、この地方にあるケーブルテレビ局・キャッチネットワークの旧社名は「碧海キャッチネットワーク」であり、かつてのサービス範囲は碧海5市のみであった。
一方、5市にあった農協は1996年4月に合併してあいち中央農業協同組合（JAあいち中央）の名称になり、碧海5市の消防業務を担っている「衣浦東部広域連合消防局」や、5市およびみよし市を管轄する愛知県の衣浦東部保健所のように「衣浦東部」の地域名称も使用され始めている。
平成の大合併の時期には、碧海5市合併による「碧海市」構想が持ち上がったが、碧南市が住民投票の結果を受けて離脱を表明して以来は進展していない。5市合併が実現すれば、東海3県では名古屋市に次ぐ50万都市となる。しかしながら、各市がそれぞれ固有の長い歴史と風土を持ち、財政等の諸条件が違い、碧海郡という概念自体も薄れており、さらには合併によるメリットも考えにくいため、一般市民の間で積極的に合併を望む声は大きいとは言えない。
現在、自動車工業を中心とする工場の集積や、名古屋圏のベッドタウン化などにより、旧郡域人口はおよそ70万人、人口密度も旧三河国の8郡内で最高である。
旧碧海郡のうち、碧海5市の市外局番は全て0566（刈谷MA）である。
碧海5市を管轄する税務署は、名古屋国税局刈谷税務署である。

### 変遷表
- 碧海5市となった部分は着色している。

| 明治22年以前 | 明治22年以前    | 明治22年 10月1日 町村制施行 | 明治22年 - 明治33年              | 明治34年 - 大正15年              | 昭和元年 - 昭和29年              | 昭和30年 - 昭和34年            | 昭和35年 - 現在               | 昭和35年 - 現在             | 現在   |
| ------------ | --------------- | --------------------------- | -------------------------------- | -------------------------------- | -------------------------------- | ------------------------------ | ----------------------------- | --------------------------- | ------ |
| 合歓木村     | 合歓木村        | 阿乎美村                    | 明治24年11月10日 分立 合歓木村   | 明治39年5月1日 合併 六ツ美村     | 六ツ美村                         | 昭和33年10月15日 町制 六ツ美町 | 昭和37年10月15日 岡崎市に編入 | 岡崎市                      | 岡崎市 |
| 福桶村       |                 | 阿乎美村                    | 明治24年11月10日 分立 合歓木村   | 明治39年5月1日 合併 六ツ美村     | 六ツ美村                         | 昭和33年10月15日 町制 六ツ美町 | 昭和37年10月15日 岡崎市に編入 | 岡崎市                      | 岡崎市 |
| 高橋村       |                 | 阿乎美村                    | 明治24年11月10日 分立 合歓木村   | 明治39年5月1日 合併 六ツ美村     | 六ツ美村                         | 昭和33年10月15日 町制 六ツ美町 | 昭和37年10月15日 岡崎市に編入 | 岡崎市                      | 岡崎市 |
| 上青野村     | 上青野村        | 阿乎美村                    | 明治24年11月10日 分立 上青野村   | 明治39年5月1日 合併 六ツ美村     | 六ツ美村                         | 昭和33年10月15日 町制 六ツ美町 | 昭和37年10月15日 岡崎市に編入 | 岡崎市                      | 岡崎市 |
| 下青野村     |                 | 阿乎美村                    | 明治24年11月10日 分立 上青野村   | 明治39年5月1日 合併 六ツ美村     | 六ツ美村                         | 昭和33年10月15日 町制 六ツ美町 | 昭和37年10月15日 岡崎市に編入 | 岡崎市                      | 岡崎市 |
| 在家村       |                 | 阿乎美村                    | 明治24年11月10日 分立 上青野村   | 明治39年5月1日 合併 六ツ美村     | 六ツ美村                         | 昭和33年10月15日 町制 六ツ美町 | 昭和37年10月15日 岡崎市に編入 | 岡崎市                      | 岡崎市 |
| 下中島村     | 下中島村        | 中島村                      | 中島村                           | 明治39年5月1日 合併 六ツ美村     | 六ツ美村                         | 昭和33年10月15日 町制 六ツ美町 | 昭和37年10月15日 岡崎市に編入 | 岡崎市                      | 岡崎市 |
| 安藤村       |                 | 中島村                      | 中島村                           | 明治39年5月1日 合併 六ツ美村     | 六ツ美村                         | 昭和33年10月15日 町制 六ツ美町 | 昭和37年10月15日 岡崎市に編入 | 岡崎市                      | 岡崎市 |
| 高畑村       |                 | 中島村                      | 中島村                           | 明治39年5月1日 合併 六ツ美村     | 六ツ美村                         | 昭和33年10月15日 町制 六ツ美町 | 昭和37年10月15日 岡崎市に編入 | 岡崎市                      | 岡崎市 |
| 上和田村     | 上和田村        | 糟海村                      | 糟海村                           | 明治39年5月1日 合併 六ツ美村     | 六ツ美村                         | 昭和33年10月15日 町制 六ツ美町 | 昭和37年10月15日 岡崎市に編入 | 岡崎市                      | 岡崎市 |
| 法性寺村     |                 | 糟海村                      | 糟海村                           | 明治39年5月1日 合併 六ツ美村     | 六ツ美村                         | 昭和33年10月15日 町制 六ツ美町 | 昭和37年10月15日 岡崎市に編入 | 岡崎市                      | 岡崎市 |
| 牧御堂村     |                 | 糟海村                      | 糟海村                           | 明治39年5月1日 合併 六ツ美村     | 六ツ美村                         | 昭和33年10月15日 町制 六ツ美町 | 昭和37年10月15日 岡崎市に編入 | 岡崎市                      | 岡崎市 |
| 井内村       |                 | 糟海村                      | 糟海村                           | 明治39年5月1日 合併 六ツ美村     | 六ツ美村                         | 昭和33年10月15日 町制 六ツ美町 | 昭和37年10月15日 岡崎市に編入 | 岡崎市                      | 岡崎市 |
| 宮地村       |                 | 糟海村                      | 糟海村                           | 明治39年5月1日 合併 六ツ美村     | 六ツ美村                         | 昭和33年10月15日 町制 六ツ美町 | 昭和37年10月15日 岡崎市に編入 | 岡崎市                      | 岡崎市 |
| 赤渋村       |                 | 糟海村                      | 糟海村                           | 明治39年5月1日 合併 六ツ美村     | 六ツ美村                         | 昭和33年10月15日 町制 六ツ美町 | 昭和37年10月15日 岡崎市に編入 | 岡崎市                      | 岡崎市 |
| 中之郷村     | 中之郷村        | 糟海村                      | 明治29年6月11日 分立 中井村      | 明治39年5月1日 合併 六ツ美村     | 六ツ美村                         | 昭和33年10月15日 町制 六ツ美町 | 昭和37年10月15日 岡崎市に編入 | 岡崎市                      | 岡崎市 |
| 土井村       |                 | 糟海村                      | 明治29年6月11日 分立 中井村      | 明治39年5月1日 合併 六ツ美村     | 六ツ美村                         | 昭和33年10月15日 町制 六ツ美町 | 昭和37年10月15日 岡崎市に編入 | 岡崎市                      | 岡崎市 |
| 下和田村     | 下和田村        | 占部村                      | 占部村                           | 明治39年5月1日 合併 六ツ美村     | 六ツ美村                         | 昭和33年10月15日 町制 六ツ美町 | 昭和37年10月15日 岡崎市に編入 | 岡崎市                      | 岡崎市 |
| 坂左右村     |                 | 占部村                      | 占部村                           | 明治39年5月1日 合併 六ツ美村     | 六ツ美村                         | 昭和33年10月15日 町制 六ツ美町 | 昭和37年10月15日 岡崎市に編入 | 岡崎市                      | 岡崎市 |
| 野畑村       |                 | 占部村                      | 占部村                           | 明治39年5月1日 合併 六ツ美村     | 六ツ美村                         | 昭和33年10月15日 町制 六ツ美町 | 昭和37年10月15日 岡崎市に編入 | 岡崎市                      | 岡崎市 |
| 定国村       |                 | 占部村                      | 占部村                           | 明治39年5月1日 合併 六ツ美村     | 六ツ美村                         | 昭和33年10月15日 町制 六ツ美町 | 昭和37年10月15日 岡崎市に編入 | 岡崎市                      | 岡崎市 |
| 国正村       |                 | 占部村                      | 占部村                           | 明治39年5月1日 合併 六ツ美村     | 六ツ美村                         | 昭和33年10月15日 町制 六ツ美町 | 昭和37年10月15日 岡崎市に編入 | 岡崎市                      | 岡崎市 |
| 中村         |                 | 占部村                      | 占部村                           | 明治39年5月1日 合併 六ツ美村     | 六ツ美村                         | 昭和33年10月15日 町制 六ツ美町 | 昭和37年10月15日 岡崎市に編入 | 岡崎市                      | 岡崎市 |
| 正名村       | 正名村          | 占部村                      | 占部村                           | 明治39年5月1日 合併 六ツ美村     | 六ツ美村                         | 昭和33年10月15日 町制 六ツ美町 | 昭和37年10月15日 岡崎市に編入 | 岡崎市                      | 岡崎市 |
| 二軒屋村     | 正名村          | 占部村                      | 占部村                           | 明治39年5月1日 合併 六ツ美村     | 六ツ美村                         | 昭和33年10月15日 町制 六ツ美町 | 昭和37年10月15日 岡崎市に編入 | 岡崎市                      | 岡崎市 |
| 上三ツ木村   |                 | 占部村                      | 占部村                           | 明治39年5月1日 合併 六ツ美村     | 六ツ美村                         | 昭和33年10月15日 町制 六ツ美町 | 昭和37年10月15日 岡崎市に編入 | 岡崎市                      | 岡崎市 |
| 下三ツ木村   |                 | 占部村                      | 占部村                           | 明治39年5月1日 合併 六ツ美村     | 六ツ美村                         | 昭和33年10月15日 町制 六ツ美町 | 昭和37年10月15日 岡崎市に編入 | 岡崎市                      | 岡崎市 |
| 西矢作村     | 矢作村          | 矢作村                      | 明治26年2月19日 町制 矢作町      | 明治39年5月1日 合併 矢作町       | 矢作町                           | 昭和30年4月1日 岡崎市に編入    | 岡崎市                        | 岡崎市                      | 岡崎市 |
| 東矢作村     | 矢作村          | 矢作村                      | 明治26年2月19日 町制 矢作町      | 明治39年5月1日 合併 矢作町       | 矢作町                           | 昭和30年4月1日 岡崎市に編入    | 岡崎市                        | 岡崎市                      | 岡崎市 |
| 坂戸村       | 坂戸村          | 中郷村                      | 中郷村                           | 明治39年5月1日 合併 矢作町       | 矢作町                           | 昭和30年4月1日 岡崎市に編入    | 岡崎市                        | 岡崎市                      | 岡崎市 |
| 島村         |                 | 中郷村                      | 中郷村                           | 明治39年5月1日 合併 矢作町       | 矢作町                           | 昭和30年4月1日 岡崎市に編入    | 岡崎市                        | 岡崎市                      | 岡崎市 |
| 小望村       |                 | 中郷村                      | 中郷村                           | 明治39年5月1日 合併 矢作町       | 矢作町                           | 昭和30年4月1日 岡崎市に編入    | 岡崎市                        | 岡崎市                      | 岡崎市 |
| 池端村       |                 | 中郷村                      | 中郷村                           | 明治39年5月1日 合併 矢作町       | 矢作町                           | 昭和30年4月1日 岡崎市に編入    | 岡崎市                        | 岡崎市                      | 岡崎市 |
| 館出村       |                 | 中郷村                      | 中郷村                           | 明治39年5月1日 合併 矢作町       | 矢作町                           | 昭和30年4月1日 岡崎市に編入    | 岡崎市                        | 岡崎市                      | 岡崎市 |
| 富永村       |                 | 中郷村                      | 中郷村                           | 明治39年5月1日 合併 矢作町       | 矢作町                           | 昭和30年4月1日 岡崎市に編入    | 岡崎市                        | 岡崎市                      | 岡崎市 |
| 新堀村       |                 | 中郷村                      | 中郷村                           | 明治39年5月1日 合併 矢作町       | 矢作町                           | 昭和30年4月1日 岡崎市に編入    | 岡崎市                        | 岡崎市                      | 岡崎市 |
| 桑子村       |                 | 中郷村                      | 中郷村                           | 明治39年5月1日 合併 矢作町       | 矢作町                           | 昭和30年4月1日 岡崎市に編入    | 岡崎市                        | 岡崎市                      | 岡崎市 |
| 西牧内村     |                 | 中郷村                      | 中郷村                           | 明治39年5月1日 合併 矢作町       | 矢作町                           | 昭和30年4月1日 岡崎市に編入    | 岡崎市                        | 岡崎市                      | 岡崎市 |
| 西本郷村     | 西本郷村        | 本郷村                      | 本郷村                           | 明治39年5月1日 合併 矢作町       | 矢作町                           | 昭和30年4月1日 岡崎市に編入    | 岡崎市                        | 岡崎市                      | 岡崎市 |
| 東本郷村     |                 | 本郷村                      | 本郷村                           | 明治39年5月1日 合併 矢作町       | 矢作町                           | 昭和30年4月1日 岡崎市に編入    | 岡崎市                        | 岡崎市                      | 岡崎市 |
| 北本郷村     |                 | 本郷村                      | 本郷村                           | 明治39年5月1日 合併 矢作町       | 矢作町                           | 昭和30年4月1日 岡崎市に編入    | 岡崎市                        | 岡崎市                      | 岡崎市 |
| 暮戸村       |                 | 本郷村                      | 本郷村                           | 明治39年5月1日 合併 矢作町       | 矢作町                           | 昭和30年4月1日 岡崎市に編入    | 岡崎市                        | 岡崎市                      | 岡崎市 |
| 渡村         | 渡村            | 本郷村                      | 明治34年4月4日 分立 渡村         | 明治39年5月1日 合併 矢作町       | 矢作町                           | 昭和30年4月1日 岡崎市に編入    | 岡崎市                        | 岡崎市                      | 岡崎市 |
| 筒針村       |                 | 本郷村                      | 明治34年4月4日 分立 渡村         | 明治39年5月1日 合併 矢作町       | 矢作町                           | 昭和30年4月1日 岡崎市に編入    | 岡崎市                        | 岡崎市                      | 岡崎市 |
| 西大友村     | 西大友村        | 長瀬村                      | 長瀬村                           | 明治39年5月1日 合併 矢作町       | 矢作町                           | 昭和30年4月1日 岡崎市に編入    | 岡崎市                        | 岡崎市                      | 岡崎市 |
| 東大友村     |                 | 長瀬村                      | 長瀬村                           | 明治39年5月1日 合併 矢作町       | 矢作町                           | 昭和30年4月1日 岡崎市に編入    | 岡崎市                        | 岡崎市                      | 岡崎市 |
| 中園村       |                 | 長瀬村                      | 長瀬村                           | 明治39年5月1日 合併 矢作町       | 矢作町                           | 昭和30年4月1日 岡崎市に編入    | 岡崎市                        | 岡崎市                      | 岡崎市 |
| 舳越村       |                 | 長瀬村                      | 長瀬村                           | 明治39年5月1日 合併 矢作町       | 矢作町                           | 昭和30年4月1日 岡崎市に編入    | 岡崎市                        | 岡崎市                      | 岡崎市 |
| 北野村       | 北野村          | 長瀬村                      | 長瀬村                           | 明治39年5月1日 合併 矢作町       | 矢作町                           | 昭和30年4月1日 岡崎市に編入    | 岡崎市                        | 岡崎市                      | 岡崎市 |
| 西野新田     | 北野村          | 長瀬村                      | 長瀬村                           | 明治39年5月1日 合併 矢作町       | 矢作町                           | 昭和30年4月1日 岡崎市に編入    | 岡崎市                        | 岡崎市                      | 岡崎市 |
| 森越村       |                 | 長瀬村                      | 長瀬村                           | 明治39年5月1日 合併 矢作町       | 矢作町                           | 昭和30年4月1日 岡崎市に編入    | 岡崎市                        | 岡崎市                      | 岡崎市 |
| 橋目村       | 一部を除く      | 長瀬村                      | 長瀬村                           | 明治39年5月1日 合併 矢作町       | 矢作町                           | 昭和30年4月1日 岡崎市に編入    | 岡崎市                        | 岡崎市                      | 岡崎市 |
| 橋目村       | 一部            | 長瀬村                      | 長瀬村                           | 明治39年5月1日 合併 矢作町       | 矢作町                           | 昭和30年4月1日 岡崎市に編入    | 昭和35年1月1日 安城市に編入   | 安城市                      | 安城市 |
| 尾崎村       | 尾崎村          | 志貴村                      | 志貴村                           | 明治39年5月1日 合併 矢作町       | 矢作町                           | 昭和30年4月1日 岡崎市に編入    | 昭和35年1月1日 安城市に編入   | 安城市                      | 安城市 |
| 柿碕村       |                 | 志貴村                      | 志貴村                           | 明治39年5月1日 合併 矢作町       | 矢作町                           | 昭和30年4月1日 岡崎市に編入    | 昭和35年1月1日 安城市に編入   | 安城市                      | 安城市 |
| 宇頭茶屋村   |                 | 志貴村                      | 志貴村                           | 明治39年5月1日 合併 矢作町       | 矢作町                           | 昭和30年4月1日 岡崎市に編入    | 昭和35年1月1日 安城市に編入   | 安城市                      | 安城市 |
| 宇頭村       | 宇頭村          | 志貴村                      | 志貴村                           | 明治39年5月1日 合併 矢作町       | 矢作町                           | 昭和30年4月1日 岡崎市に編入    | 岡崎市                        | 岡崎市                      | 岡崎市 |
| 小針村       |                 | 志貴村                      | 志貴村                           | 明治39年5月1日 合併 矢作町       | 矢作町                           | 昭和30年4月1日 岡崎市に編入    | 岡崎市                        | 岡崎市                      | 岡崎市 |
| 上佐々木村   | 上佐々木村      | 藤野村                      | 明治24年8月8日 分立 志賀須香村   | 明治39年5月1日 合併 矢作町       | 矢作町                           | 昭和30年4月1日 岡崎市に編入    | 岡崎市                        | 岡崎市                      | 岡崎市 |
| 下佐々木村   |                 | 藤野村                      | 明治24年8月8日 分立 志賀須香村   | 明治39年5月1日 合併 矢作町       | 矢作町                           | 昭和30年4月1日 岡崎市に編入    | 岡崎市                        | 岡崎市                      | 岡崎市 |
| 東牧内村     |                 | 藤野村                      | 明治24年8月8日 分立 志賀須香村   | 明治39年5月1日 合併 矢作町       | 矢作町                           | 昭和30年4月1日 岡崎市に編入    | 岡崎市                        | 岡崎市                      | 岡崎市 |
| 河野村       | 河野村          | 藤野村                      | 明治24年8月8日 分立 志賀須香村   | 明治39年5月1日 合併 矢作町       | 矢作町                           | 昭和30年4月1日 岡崎市に編入    | 昭和35年1月1日 安城市に編入   | 安城市                      | 安城市 |
| 村高村       | 村高村          | 藤野村                      | 藤野村                           | 明治39年5月1日 合併 桜井村       | 桜井村                           | 昭和31年10月15日 町制 桜井町   | 桜井町                        | 昭和42年4月1日 安城市に編入 | 安城市 |
| 川島村       |                 | 藤野村                      | 藤野村                           | 明治39年5月1日 合併 桜井村       | 桜井村                           | 昭和31年10月15日 町制 桜井町   | 桜井町                        | 昭和42年4月1日 安城市に編入 | 安城市 |
| 桜井村       | 桜井村          | 桜井村                      | 桜井村                           | 明治39年5月1日 合併 桜井村       | 桜井村                           | 昭和31年10月15日 町制 桜井町   | 桜井町                        | 昭和42年4月1日 安城市に編入 | 安城市 |
| 東町村       |                 | 桜井村                      | 桜井村                           | 明治39年5月1日 合併 桜井村       | 桜井村                           | 昭和31年10月15日 町制 桜井町   | 桜井町                        | 昭和42年4月1日 安城市に編入 | 安城市 |
| 堀内村       |                 | 桜井村                      | 桜井村                           | 明治39年5月1日 合併 桜井村       | 桜井村                           | 昭和31年10月15日 町制 桜井町   | 桜井町                        | 昭和42年4月1日 安城市に編入 | 安城市 |
| 姫小川村     |                 | 桜井村                      | 桜井村                           | 明治39年5月1日 合併 桜井村       | 桜井村                           | 昭和31年10月15日 町制 桜井町   | 桜井町                        | 昭和42年4月1日 安城市に編入 | 安城市 |
| 小川村       | 小川村          | 小川村                      | 小川村                           | 明治39年5月1日 合併 桜井村       | 桜井村                           | 昭和31年10月15日 町制 桜井町   | 桜井町                        | 昭和42年4月1日 安城市に編入 | 安城市 |
| 木戸村       | 木戸村          | 三ツ川村                    | 三ツ川村                         | 明治39年5月1日 合併 桜井村       | 桜井村                           | 昭和31年10月15日 町制 桜井町   | 桜井町                        | 昭和42年4月1日 安城市に編入 | 安城市 |
| 藤井村       |                 | 三ツ川村                    | 三ツ川村                         | 明治39年5月1日 合併 桜井村       | 桜井村                           | 昭和31年10月15日 町制 桜井町   | 桜井町                        | 昭和42年4月1日 安城市に編入 | 安城市 |
| 寺領村       |                 | 三ツ川村                    | 三ツ川村                         | 明治39年5月1日 合併 桜井村       | 桜井村                           | 昭和31年10月15日 町制 桜井町   | 桜井町                        | 昭和42年4月1日 安城市に編入 | 安城市 |
| 野寺村       |                 | 三ツ川村                    | 三ツ川村                         | 明治39年5月1日 合併 桜井村       | 桜井村                           | 昭和31年10月15日 町制 桜井町   | 桜井町                        | 昭和42年4月1日 安城市に編入 | 安城市 |
| 安城村       | 安城村          | 安城村                      | 安城村                           | 明治39年5月1日 合併・町制 安城町 | 昭和27年5月3日 市制 安城市       | 安城市                         | 安城市                        | 安城市                      | 安城市 |
| 今村         | 今村            | 今村                        | 今村                             | 明治39年5月1日 合併・町制 安城町 | 昭和27年5月3日 市制 安城市       | 安城市                         | 安城市                        | 安城市                      | 安城市 |
| 里村         | 里村            | 里村                        | 里村                             | 明治39年5月1日 合併・町制 安城町 | 昭和27年5月3日 市制 安城市       | 安城市                         | 安城市                        | 安城市                      | 安城市 |
| 大浜茶屋村   | 里村            | 里村                        | 里村                             | 明治39年5月1日 合併・町制 安城町 | 昭和27年5月3日 市制 安城市       | 安城市                         | 安城市                        | 安城市                      | 安城市 |
| 箕輪村       | 箕輪村          | 箕輪村                      | 箕輪村                           | 明治39年5月1日 合併・町制 安城町 | 昭和27年5月3日 市制 安城市       | 安城市                         | 安城市                        | 安城市                      | 安城市 |
| 福釜村       | 福釜村          | 福釜村                      | 福釜村                           | 明治39年5月1日 合併・町制 安城町 | 昭和27年5月3日 市制 安城市       | 安城市                         | 安城市                        | 安城市                      | 安城市 |
| 赤松村       | 赤松村          | 赤松村                      | 赤松村                           | 明治39年5月1日 合併・町制 安城町 | 昭和27年5月3日 市制 安城市       | 安城市                         | 安城市                        | 安城市                      | 安城市 |
| 古井村       | 古井村          | 古井村                      | 古井村                           | 明治39年5月1日 合併・町制 安城町 | 昭和27年5月3日 市制 安城市       | 安城市                         | 安城市                        | 安城市                      | 安城市 |
| 山崎村       | 山崎村          | 平貴村                      | 平貴村                           | 明治39年5月1日 合併・町制 安城町 | 昭和27年5月3日 市制 安城市       | 安城市                         | 安城市                        | 安城市                      | 安城市 |
| 北山崎村     |                 | 平貴村                      | 平貴村                           | 明治39年5月1日 合併・町制 安城町 | 昭和27年5月3日 市制 安城市       | 安城市                         | 安城市                        | 安城市                      | 安城市 |
| 大岡村       |                 | 平貴村                      | 平貴村                           | 明治39年5月1日 合併・町制 安城町 | 昭和27年5月3日 市制 安城市       | 安城市                         | 安城市                        | 安城市                      | 安城市 |
| 西別所村     |                 | 平貴村                      | 平貴村                           | 明治39年5月1日 合併・町制 安城町 | 昭和27年5月3日 市制 安城市       | 安城市                         | 安城市                        | 安城市                      | 安城市 |
| 東別所村     |                 | 平貴村                      | 平貴村                           | 明治39年5月1日 合併・町制 安城町 | 昭和27年5月3日 市制 安城市       | 安城市                         | 安城市                        | 安城市                      | 安城市 |
| 別郷村       | 別郷村          | 平貴村                      | 平貴村                           | 明治39年5月1日 合併・町制 安城町 | 昭和27年5月3日 市制 安城市       | 安城市                         | 安城市                        | 安城市                      | 安城市 |
| 牧内新田村   | 別郷村          | 平貴村                      | 平貴村                           | 明治39年5月1日 合併・町制 安城町 | 昭和27年5月3日 市制 安城市       | 安城市                         | 安城市                        | 安城市                      | 安城市 |
| 高木村       |                 | 平貴村                      | 平貴村                           | 明治39年5月1日 合併・町制 安城町 | 昭和27年5月3日 市制 安城市       | 安城市                         | 安城市                        | 安城市                      | 安城市 |
| 上条村       |                 | 平貴村                      | 平貴村                           | 明治39年5月1日 合併・町制 安城町 | 昭和27年5月3日 市制 安城市       | 安城市                         | 安城市                        | 安城市                      | 安城市 |
| 篠目村       | 篠目村          | 長崎村                      | 長崎村                           | 明治39年5月1日 合併・町制 安城町 | 昭和27年5月3日 市制 安城市       | 安城市                         | 安城市                        | 安城市                      | 安城市 |
| 八ツ田村     | 八ツ田村        | 長崎村                      | 長崎村                           | 明治39年5月1日 合併 知立町       | 知立町                           | 知立町                         | 知立町                        | 昭和45年12月1日 市制 知立市 | 知立市 |
| 西中村       |                 | 長崎村                      | 長崎村                           | 明治39年5月1日 合併 知立町       | 知立町                           | 知立町                         | 知立町                        | 昭和45年12月1日 市制 知立市 | 知立市 |
| 谷田村       |                 | 長崎村                      | 長崎村                           | 明治39年5月1日 合併 知立町       | 知立町                           | 知立町                         | 知立町                        | 昭和45年12月1日 市制 知立市 | 知立市 |
| 知立村       | 知立村          | 知立町                      | 知立町                           | 明治39年5月1日 合併 知立町       | 知立町                           | 知立町                         | 知立町                        | 昭和45年12月1日 市制 知立市 | 知立市 |
| 上重原村     | 上重原村        | 上重原村                    | 上重原村                         | 明治39年5月1日 合併 知立町       | 知立町                           | 知立町                         | 知立町                        | 昭和45年12月1日 市制 知立市 | 知立市 |
| 牛田村       | 牛田村          | 牛橋村                      | 牛橋村                           | 明治39年5月1日 合併 知立町       | 知立町                           | 知立町                         | 知立町                        | 昭和45年12月1日 市制 知立市 | 知立市 |
| 八ツ橋村     | 八ツ橋村        | 牛橋村                      | 牛橋村                           | 明治39年5月1日 合併 知立町       | 知立町                           | 知立町                         | 知立町                        | 昭和45年12月1日 市制 知立市 | 知立市 |
| 新百姓村     | 八ツ橋村        | 牛橋村                      | 牛橋村                           | 明治39年5月1日 合併 知立町       | 知立町                           | 知立町                         | 知立町                        | 昭和45年12月1日 市制 知立市 | 知立市 |
| 来迎寺村     |                 | 牛橋村                      | 牛橋村                           | 明治39年5月1日 合併 知立町       | 知立町                           | 知立町                         | 知立町                        | 昭和45年12月1日 市制 知立市 | 知立市 |
| 西境村       | 西境村          | 境村                        | 境村                             | 明治39年5月1日 合併 富士松村     | 富士松村                         | 昭和30年4月1日 刈谷市に編入    | 刈谷市                        | 刈谷市                      | 刈谷市 |
| 井ヶ谷村     |                 | 境村                        | 境村                             | 明治39年5月1日 合併 富士松村     | 富士松村                         | 昭和30年4月1日 刈谷市に編入    | 刈谷市                        | 刈谷市                      | 刈谷市 |
| 東境村       | 東境村          | 境村                        | 明治24年8月14日 分立 東境村      | 明治39年5月1日 合併 富士松村     | 富士松村                         | 昭和30年4月1日 刈谷市に編入    | 刈谷市                        | 刈谷市                      | 刈谷市 |
| 泉田村       | 逢見村          | 逢見村                      | 逢見村                           | 明治39年5月1日 合併 富士松村     | 富士松村                         | 昭和30年4月1日 刈谷市に編入    | 刈谷市                        | 刈谷市                      | 刈谷市 |
| 今岡村       | 逢見村          | 逢見村                      | 逢見村                           | 明治39年5月1日 合併 富士松村     | 富士松村                         | 昭和30年4月1日 刈谷市に編入    | 刈谷市                        | 刈谷市                      | 刈谷市 |
| 今川村       | 逢見村          | 逢見村                      | 逢見村                           | 明治39年5月1日 合併 富士松村     | 富士松村                         | 昭和30年4月1日 刈谷市に編入    | 刈谷市                        | 刈谷市                      | 刈谷市 |
| 一ツ木村     | 一ツ木村        | 一ツ木村                    | 一ツ木村                         | 明治39年5月1日 合併 富士松村     | 富士松村                         | 昭和30年4月1日 刈谷市に編入    | 刈谷市                        | 刈谷市                      | 刈谷市 |
| 築地村       |                 | 一ツ木村                    | 一ツ木村                         | 明治39年5月1日 合併 富士松村     | 富士松村                         | 昭和30年4月1日 刈谷市に編入    | 刈谷市                        | 刈谷市                      | 刈谷市 |
| 刈谷村       | 刈谷村          | 刈谷町                      | 刈谷町                           | 明治39年5月1日 合併 刈谷町       | 昭和25年4月1日 市制 刈谷市       | 刈谷市                         | 刈谷市                        | 刈谷市                      | 刈谷市 |
| 元刈谷村     | 元刈谷村        | 元刈谷村                    | 元刈谷村                         | 明治39年5月1日 合併 刈谷町       | 昭和25年4月1日 市制 刈谷市       | 刈谷市                         | 刈谷市                        | 刈谷市                      | 刈谷市 |
| 小山村       | 小山村          | 小山村                      | 小山村                           | 明治39年5月1日 合併 刈谷町       | 昭和25年4月1日 市制 刈谷市       | 刈谷市                         | 刈谷市                        | 刈谷市                      | 刈谷市 |
| 高津波村     | 高津波村        | 逢妻村                      | 逢妻村                           | 明治39年5月1日 合併 刈谷町       | 昭和25年4月1日 市制 刈谷市       | 刈谷市                         | 刈谷市                        | 刈谷市                      | 刈谷市 |
| 熊村         |                 | 逢妻村                      | 逢妻村                           | 明治39年5月1日 合併 刈谷町       | 昭和25年4月1日 市制 刈谷市       | 刈谷市                         | 刈谷市                        | 刈谷市                      | 刈谷市 |
| 下重原村     | 下重原村        | 下重原村                    | 明治24年8月14日 分立 重原村      | 明治39年5月1日 合併 刈谷町       | 昭和25年4月1日 市制 刈谷市       | 刈谷市                         | 刈谷市                        | 刈谷市                      | 刈谷市 |
| 半城土村     | 半城土村        | 下重原村                    | 明治24年8月14日 分立 半高村      | 明治39年5月1日 合併 依佐美村     | 依佐美村                         | 昭和30年4月1日 刈谷市に編入    | 刈谷市                        | 刈谷市                      | 刈谷市 |
| 高須村       |                 | 下重原村                    | 明治24年8月14日 分立 半高村      | 明治39年5月1日 合併 依佐美村     | 依佐美村                         | 昭和30年4月1日 刈谷市に編入    | 刈谷市                        | 刈谷市                      | 刈谷市 |
| 小垣江村     | 小垣江村        | 小垣江村                    | 小垣江村                         | 明治39年5月1日 合併 依佐美村     | 依佐美村                         | 昭和30年4月1日 刈谷市に編入    | 刈谷市                        | 刈谷市                      | 刈谷市 |
| 犬ヶ坪村     | 小垣江村        | 小垣江村                    | 小垣江村                         | 明治39年5月1日 合併 依佐美村     | 依佐美村                         | 昭和30年4月1日 刈谷市に編入    | 刈谷市                        | 刈谷市                      | 刈谷市 |
| 野田村       | （野田）        | 野田村                      | 野田村                           | 明治39年5月1日 合併 依佐美村     | 依佐美村                         | 昭和30年4月1日 刈谷市に編入    | 刈谷市                        | 刈谷市                      | 刈谷市 |
| 野田村       | （二本木）      | 野田村                      | 野田村                           | 明治39年5月1日 合併 依佐美村     | 依佐美村                         | 昭和30年4月1日 安城市に編入    | 安城市                        | 安城市                      | 安城市 |
| 高棚村       | 高棚村          | 高棚村                      | 高棚村                           | 明治39年5月1日 合併 依佐美村     | 依佐美村                         | 昭和30年4月1日 安城市に編入    | 安城市                        | 安城市                      | 安城市 |
| 榎前村       | （井杭山）      | 高棚村                      | 明治23年10月20日 分立 榎前村     | 明治39年5月1日 合併 依佐美村     | 依佐美村                         | 昭和30年4月1日 安城市に編入    | 安城市                        | 安城市                      | 安城市 |
| 榎前村       | （榎前）        | 高棚村                      | 明治23年10月20日 分立 榎前村     | 明治39年5月1日 合併 明治村       | 明治村                           | 昭和30年4月1日 安城市に編入    | 安城市                        | 安城市                      | 安城市 |
| 東端村       | 東端村          | 東端村                      | 東端村                           | 明治39年5月1日 合併 明治村       | 明治村                           | 昭和30年4月1日 安城市に編入    | 安城市                        | 安城市                      | 安城市 |
| 根崎村       | 根崎村          | 根崎村                      | 根崎村                           | 明治39年5月1日 合併 明治村       | 明治村                           | 昭和30年4月1日 安城市に編入    | 安城市                        | 安城市                      | 安城市 |
| 城ヶ入村     | 城ヶ入村        | 城ヶ入村                    | 城ヶ入村                         | 明治39年5月1日 合併 明治村       | 明治村                           | 昭和30年4月1日 安城市に編入    | 安城市                        | 安城市                      | 安城市 |
| 石井新田     | 城ヶ入村        | 城ヶ入村                    | 城ヶ入村                         | 明治39年5月1日 合併 明治村       | 明治村                           | 昭和30年4月1日 安城市に編入    | 安城市                        | 安城市                      | 安城市 |
| 和泉村       | 和泉村          | 和泉村                      | 和泉村                           | 明治39年5月1日 合併 明治村       | 明治村                           | 昭和30年4月1日 安城市に編入    | 安城市                        | 安城市                      | 安城市 |
| 米津村       | 米津村          | 米津村                      | 米津村                           | 明治39年5月1日 合併 明治村       | 明治村                           | 昭和30年4月1日 西尾市に編入    | 西尾市                        | 西尾市                      | 西尾市 |
| 南中根村     |                 | 米津村                      | 米津村                           | 明治39年5月1日 合併 明治村       | 明治村                           | 昭和30年4月1日 西尾市に編入    | 西尾市                        | 西尾市                      | 西尾市 |
| 西端村       | 西端村          | 西端村                      | 西端村                           | 明治39年5月1日 合併 明治村       | 明治村                           | 昭和30年4月1日 碧南市に編入    | 碧南市                        | 碧南市                      | 碧南市 |
| 大浜村       | 大浜村          | 大浜町                      | 大浜町                           | 大浜町                           | 昭和23年4月5日 合併・市制 碧南市 | 碧南市                         | 碧南市                        | 碧南市                      | 碧南市 |
| 北大浜村     | 北大浜村        | 北大浜村                    | 明治24年8月8日 町制・改称 新川町 | 新川町                           | 昭和23年4月5日 合併・市制 碧南市 | 碧南市                         | 碧南市                        | 碧南市                      | 碧南市 |
| 北棚尾村     |                 | 北大浜村                    | 明治24年8月8日 町制・改称 新川町 | 新川町                           | 昭和23年4月5日 合併・市制 碧南市 | 碧南市                         | 碧南市                        | 碧南市                      | 碧南市 |
| 棚尾村       | 棚尾村          | 棚尾村                      | 棚尾村                           | 大正13年1月1日 町制 棚尾町       | 昭和23年4月5日 合併・市制 碧南市 | 碧南市                         | 碧南市                        | 碧南市                      | 碧南市 |
| 鷲塚村       | 鷲塚村          | 鷲塚村                      | 鷲塚村                           | 明治39年5月1日 合併 旭村         | 昭和23年4月5日 合併・市制 碧南市 | 碧南市                         | 碧南市                        | 碧南市                      | 碧南市 |
| 平七村       | 平七村          | 志貴崎村                    | 志貴崎村                         | 明治39年5月1日 合併 旭村         | 昭和23年4月5日 合併・市制 碧南市 | 碧南市                         | 碧南市                        | 碧南市                      | 碧南市 |
| 前浜新田     |                 | 志貴崎村                    | 志貴崎村                         | 明治39年5月1日 合併 旭村         | 昭和23年4月5日 合併・市制 碧南市 | 碧南市                         | 碧南市                        | 碧南市                      | 碧南市 |
| 伏見屋外新田 |                 | 志貴崎村                    | 志貴崎村                         | 明治39年5月1日 合併 旭村         | 昭和23年4月5日 合併・市制 碧南市 | 碧南市                         | 碧南市                        | 碧南市                      | 碧南市 |
| 伏見屋新田   | 伏見屋新田      | 志貴崎村                    | 明治25年8月1日 分立 伏見屋村     | 明治39年5月1日 合併 旭村         | 昭和23年4月5日 合併・市制 碧南市 | 碧南市                         | 碧南市                        | 碧南市                      | 碧南市 |
| 高浜村       | 高浜村          | 高浜村                      | 明治33年7月9日 町制 高浜町       | 明治39年5月1日 合併 高浜町       | 高浜町                           | 高浜町                         | 高浜町                        | 昭和45年12月1日 市制 高浜市 | 高浜市 |
| 吉浜村       | 吉浜村          | 吉浜村                      | 吉浜村                           | 明治39年5月1日 合併 高浜町       | 高浜町                           | 高浜町                         | 高浜町                        | 昭和45年12月1日 市制 高浜市 | 高浜市 |
| 高取村       | 高取村          | 高取村                      | 高取村                           | 明治39年5月1日 合併 高浜町       | 高浜町                           | 高浜町                         | 高浜町                        | 昭和45年12月1日 市制 高浜市 | 高浜市 |
| 上中島村     | 上中島村        | 畝部村                      | 畝部村                           | 明治39年5月1日 合併 上郷村       | 上郷村                           | 上郷村                         | 昭和36年4月1日 町制 上郷町    | 昭和39年3月1日 豊田市に編入 | 豊田市 |
| 阿弥陀堂村   |                 | 畝部村                      | 畝部村                           | 明治39年5月1日 合併 上郷村       | 上郷村                           | 上郷村                         | 昭和36年4月1日 町制 上郷町    | 昭和39年3月1日 豊田市に編入 | 豊田市 |
| 川端村       |                 | 畝部村                      | 畝部村                           | 明治39年5月1日 合併 上郷村       | 上郷村                           | 上郷村                         | 昭和36年4月1日 町制 上郷町    | 昭和39年3月1日 豊田市に編入 | 豊田市 |
| 中切村       |                 | 畝部村                      | 畝部村                           | 明治39年5月1日 合併 上郷村       | 上郷村                           | 上郷村                         | 昭和36年4月1日 町制 上郷町    | 昭和39年3月1日 豊田市に編入 | 豊田市 |
| 配津村       |                 | 畝部村                      | 畝部村                           | 明治39年5月1日 合併 上郷村       | 上郷村                           | 上郷村                         | 昭和36年4月1日 町制 上郷町    | 昭和39年3月1日 豊田市に編入 | 豊田市 |
| 国江村       |                 | 畝部村                      | 畝部村                           | 明治39年5月1日 合併 上郷村       | 上郷村                           | 上郷村                         | 昭和36年4月1日 町制 上郷町    | 昭和39年3月1日 豊田市に編入 | 豊田市 |
| 宗定村       |                 | 畝部村                      | 畝部村                           | 明治39年5月1日 合併 上郷村       | 上郷村                           | 上郷村                         | 昭和36年4月1日 町制 上郷町    | 昭和39年3月1日 豊田市に編入 | 豊田市 |
| 馬場村       | 枡塚村          | 枡塚村                      | 枡塚村                           | 明治39年5月1日 合併 上郷村       | 上郷村                           | 上郷村                         | 昭和36年4月1日 町制 上郷町    | 昭和39年3月1日 豊田市に編入 | 豊田市 |
| 粟寺村       | 枡塚村          | 枡塚村                      | 枡塚村                           | 明治39年5月1日 合併 上郷村       | 上郷村                           | 上郷村                         | 昭和36年4月1日 町制 上郷町    | 昭和39年3月1日 豊田市に編入 | 豊田市 |
| 隣松寺村     | 隣松寺村        | 寿恵野村                    | 寿恵野村                         | 明治39年5月1日 合併 上郷村       | 上郷村                           | 上郷村                         | 昭和36年4月1日 町制 上郷町    | 昭和39年3月1日 豊田市に編入 | 豊田市 |
| 渡刈村       |                 | 寿恵野村                    | 寿恵野村                         | 明治39年5月1日 合併 上郷村       | 上郷村                           | 上郷村                         | 昭和36年4月1日 町制 上郷町    | 昭和39年3月1日 豊田市に編入 | 豊田市 |
| 永覚新郷     |                 | 寿恵野村                    | 寿恵野村                         | 明治39年5月1日 合併 上郷村       | 上郷村                           | 上郷村                         | 昭和36年4月1日 町制 上郷町    | 昭和39年3月1日 豊田市に編入 | 豊田市 |
| 西鴛鴨村     | 鴛鴨村          | 寿恵野村                    | 寿恵野村                         | 明治39年5月1日 合併 上郷村       | 上郷村                           | 上郷村                         | 昭和36年4月1日 町制 上郷町    | 昭和39年3月1日 豊田市に編入 | 豊田市 |
| 東鴛鴨村     | 鴛鴨村          | 寿恵野村                    | 寿恵野村                         | 明治39年5月1日 合併 上郷村       | 上郷村                           | 上郷村                         | 昭和36年4月1日 町制 上郷町    | 昭和39年3月1日 豊田市に編入 | 豊田市 |
| 上村         | 上野村          | 上野村                      | 上野村                           | 明治39年5月1日 合併 上郷村       | 上郷村                           | 上郷村                         | 昭和36年4月1日 町制 上郷町    | 昭和39年3月1日 豊田市に編入 | 豊田市 |
| 下村         | 上野村          | 上野村                      | 上野村                           | 明治39年5月1日 合併 上郷村       | 上郷村                           | 上郷村                         | 昭和36年4月1日 町制 上郷町    | 昭和39年3月1日 豊田市に編入 | 豊田市 |
| 槌木新郷     | 上野村          | 上野村                      | 上野村                           | 明治39年5月1日 合併 上郷村       | 上郷村                           | 上郷村                         | 昭和36年4月1日 町制 上郷町    | 昭和39年3月1日 豊田市に編入 | 豊田市 |
| 会下新郷     | 上野村          | 上野村                      | 上野村                           | 明治39年5月1日 合併 上郷村       | 上郷村                           | 上郷村                         | 昭和36年4月1日 町制 上郷町    | 昭和39年3月1日 豊田市に編入 | 豊田市 |
| 馬場新郷     | 和会村          | 和会村                      | 和会村                           | 明治39年5月1日 合併 上郷村       | 上郷村                           | 上郷村                         | 昭和36年4月1日 町制 上郷町    | 昭和39年3月1日 豊田市に編入 | 豊田市 |
| 粟寺新郷     | 和会村          | 和会村                      | 和会村                           | 明治39年5月1日 合併 上郷村       | 上郷村                           | 上郷村                         | 昭和36年4月1日 町制 上郷町    | 昭和39年3月1日 豊田市に編入 | 豊田市 |
| 上村新郷     | 和会村          | 和会村                      | 和会村                           | 明治39年5月1日 合併 上郷村       | 上郷村                           | 上郷村                         | 昭和36年4月1日 町制 上郷町    | 昭和39年3月1日 豊田市に編入 | 豊田市 |
| 下村新郷     | 和会村          | 和会村                      | 和会村                           | 明治39年5月1日 合併 上郷村       | 上郷村                           | 上郷村                         | 昭和36年4月1日 町制 上郷町    | 昭和39年3月1日 豊田市に編入 | 豊田市 |
| 国江新郷     | 和会村          | 和会村                      | 和会村                           | 明治39年5月1日 合併 上郷村       | 上郷村                           | 上郷村                         | 昭和36年4月1日 町制 上郷町    | 昭和39年3月1日 豊田市に編入 | 豊田市 |
| 福受新郷     |                 | 和会村                      | 和会村                           | 明治39年5月1日 合併 上郷村       | 上郷村                           | 上郷村                         | 昭和36年4月1日 町制 上郷町    | 昭和39年3月1日 豊田市に編入 | 豊田市 |
| 広畔新郷     |                 | 和会村                      | 和会村                           | 明治39年5月1日 合併 上郷村       | 上郷村                           | 上郷村                         | 昭和36年4月1日 町制 上郷町    | 昭和39年3月1日 豊田市に編入 | 豊田市 |
| 若林村       | 若林村          | 若園村                      | 若園村                           | 明治39年5月1日 合併 高岡村       | 高岡村                           | 昭和31年5月1日 町制 高岡町     | 高岡町                        | 昭和40年9月1日 豊田市に編入 | 豊田市 |
| 花園村       |                 | 若園村                      | 若園村                           | 明治39年5月1日 合併 高岡村       | 高岡村                           | 昭和31年5月1日 町制 高岡町     | 高岡町                        | 昭和40年9月1日 豊田市に編入 | 豊田市 |
| 吉原村       |                 | 若園村                      | 若園村                           | 明治39年5月1日 合併 高岡村       | 高岡村                           | 昭和31年5月1日 町制 高岡町     | 高岡町                        | 昭和40年9月1日 豊田市に編入 | 豊田市 |
| 駒場村       | 駒場村          | 駒場村                      | 駒場村                           | 明治39年5月1日 合併 高岡村       | 高岡村                           | 昭和31年5月1日 町制 高岡町     | 高岡町                        | 昭和40年9月1日 豊田市に編入 | 豊田市 |
| 中田村       |                 | 駒場村                      | 駒場村                           | 明治39年5月1日 合併 高岡村       | 高岡村                           | 昭和31年5月1日 町制 高岡町     | 高岡町                        | 昭和40年9月1日 豊田市に編入 | 豊田市 |
| 竹村         | 竹村            | 竹村                        | 竹村                             | 明治39年5月1日 合併 高岡村       | 高岡村                           | 昭和31年5月1日 町制 高岡町     | 高岡町                        | 昭和40年9月1日 豊田市に編入 | 豊田市 |
| 大林村       |                 | 竹村                        | 竹村                             | 明治39年5月1日 合併 高岡村       | 高岡村                           | 昭和31年5月1日 町制 高岡町     | 高岡町                        | 昭和40年9月1日 豊田市に編入 | 豊田市 |
| 西田新郷     |                 | 竹村                        | 竹村                             | 明治39年5月1日 合併 高岡村       | 高岡村                           | 昭和31年5月1日 町制 高岡町     | 高岡町                        | 昭和40年9月1日 豊田市に編入 | 豊田市 |
| 堤村         | 堤村            | 堤村                        | 堤村                             | 明治39年5月1日 合併 高岡村       | 高岡村                           | 昭和31年5月1日 町制 高岡町     | 高岡町                        | 昭和40年9月1日 豊田市に編入 | 豊田市 |
| 乙尾村       |                 | 堤村                        | 堤村                             | 明治39年5月1日 合併 高岡村       | 高岡村                           | 昭和31年5月1日 町制 高岡町     | 高岡町                        | 昭和40年9月1日 豊田市に編入 | 豊田市 |
| 古新田村     | 幡豆郡 志貴野村 | 幡豆郡 久麻久村             | 幡豆郡久麻久村                   | 明治39年5月1日 幡豆郡西尾町      | 昭和28年12月15日 市制 西尾市     | 西尾市                         | 西尾市                        | 西尾市                      | 西尾市 |
| 新々田村     | 幡豆郡 志貴野村 | 幡豆郡 久麻久村             | 幡豆郡久麻久村                   | 明治39年5月1日 幡豆郡西尾町      | 昭和28年12月15日 市制 西尾市     | 西尾市                         | 西尾市                        | 西尾市                      | 西尾市 |

## 交通

### 道路
国道
- 国道1号

県道
- 師崎街道（刈谷街道）
- 大浜街道（鳴海方面からの経路）
- 新街道
- 土呂街道
- 西尾街道
- 岡崎街道

主な里道
- 鉄道沿線
- 福岡線
- 城ヶ入線
- 新川線
- 北部線
- 渡刈線
- 挙母線
- 鷲塚線
- 大浜線

## 行政
- 歴代郡長

| 代 | 氏名 | 就任年月日                 | 退任年月日                | 備考                   |
| -- | ---- | -------------------------- | ------------------------- | ---------------------- |
| 1  |      | 明治11年（1878年）12月20日 |                           |                        |
|    |      |                            | 大正15年（1926年）6月30日 | 郡役所廃止により、廃官 |

## 関連文献
- 『参河国碧海郡誌』碧海郡教育会、1916年。